# Mycale jophon
Mycale jophon är en svampdjursart som först beskrevs av Swartschewsky 1905.  Mycale jophon ingår i släktet Mycale och familjen Mycalidae.
Artens utbredningsområde är Svarta Havet. Inga underarter finns listade i Catalogue of Life.